# فرود

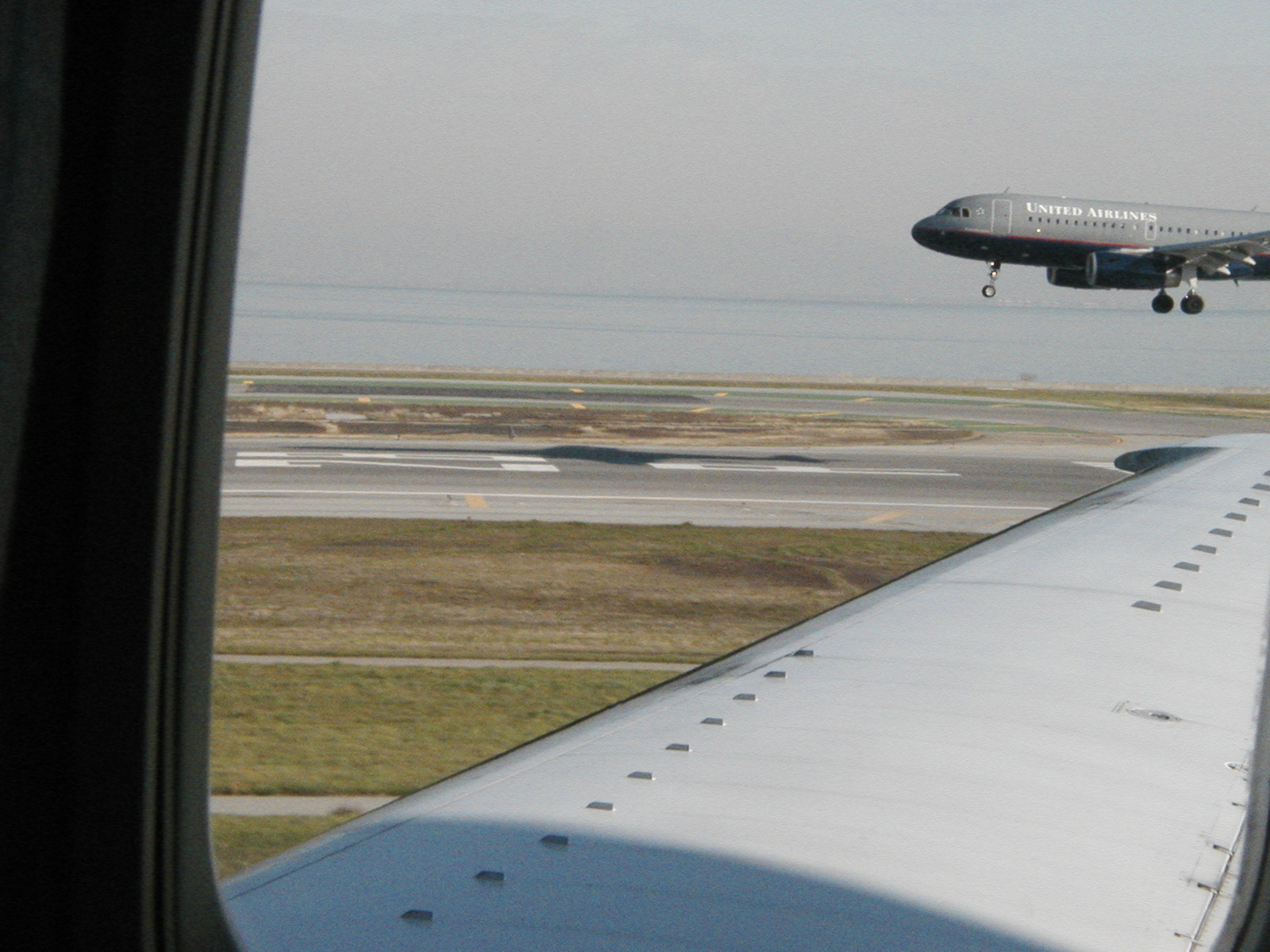
هواپیما در حال فرود

فرود آخرین مرحله پرواز می‌باشد، که از طریق آن، یک جاندار پرنده یا یک هواگرد یا فضاپیما به زمین یا هر سطح دیگری بازمی‌گردد.
کلیه پروازکنندگان (اعم از جاندار یا ساخته دست بشر)، چتر نجات یا موشکها یا هواپیماهای جت عمودپرواز که تصمیم به فرود دارند همواره از اصابت و برخورد شدید با زمین، در حین فرود، اجتناب می‌ورزند. بالون‌ها نیز، برای یک فرود آرام، با تقلیل توان شناوری خود در آسمان این مهم را انجام می‌دهند.
هواپیماها و پرنده‌ها عموماً عمل فرود را با کم کردن و کنترل سرعت انجام می‌دهند. اولین مرحله فرود با کاهش سرعت و کاهش ارتفاع آغاز می‌شود، تا جائی که پرنده به حالت نزدیک به سکون و بی‌وزنی برسد، و سپس درست قبل از رسیدن به زمین با چرخش دماغه فرود وضعیت نشستن بر روی زمین را به خود می‌گیرد. کم شدن تدریجی سرعت پرواز موجب بالا رفتن نوک هواپیما و در نتیجه افزایش زاویه حمله و در انتها افزایش مقاومت در برابر گرانش زمین می‌شود.
بهترین شرایط برای تماس با باند فرود زمانی است که باد از پهلو وجود نداشته باشد، که در نتیجه تماس با زمین می‌تواند در زمانی رخ دهد که سرعت مورد نیاز برای معلق ماندن در هوا به حداقل رسیده باشد. در زمان وجود باد از پهلو برای فرود امن تکنیک‌هایی مورد استفاده قرار می‌گیرد که اصطلاحاً آن‌ها را فرود خرچنگ‌وار یا فرود لغزشی می‌نامند.
یکی از عوامل بسیار حیاتی در زمان فرود، عوامل زمینی مانند پستی و بلندی‌ها و شرایط آب و هوایی می‌باشد که برای هواپیماها بسیار اهمیت دارد. این امر موجب می‌شود که هواپیماها برای اجتناب از این عوامل، که در عین حال بر خلاف تمایل‌شان، در ارتفاع بالاتر پرواز کنند و در نتیجه مسافت بیشتری را طی نمایند.
روش فرود هواپیماهای جت بزرگ ترابری معمولاً با روشی که در بالا توضیح داده شد اندکی متفاوت است. اگر با در نظر گرفتن اجرای روش بالا قرار باشد که هواپیما آن‌قدر صبر نماید که به حالت سکون و بی‌وزنی برسد، باند بسیار بلندی مورد نیاز خواهد بود. در این نوع از هواپیماها تنها با استفاده از کم کردن ارتفاع عمل نشستن روی باند انجام می‌پذیرد.
به محل فرود هواپیماها فرودگاه گفته می‌شود.

## روند فرود
به خلبان‌ها الگوی استانداردی برای ادامهٔ پرواز تا زمانی که مجوز فرود جدید صادر شود داده می‌شود که به آن الگوی انتظار فرود holding pattern می‌گویند. در حالت انتظار، خلبان در صورت لزوم، نقطه‌ای مشخص و ثابت و قابل‌رؤیت را در نظر گرفته و بر فراز آن گردش می‌کند تا برای فرود آماده شود، این نقطه را نقطهٔ انتظار holding point می‌گویند. هواپیماها پس از مرحله انتظار فرود وارد مرحله‌ای به نام تَقَرُّب approach می‌شوند که مرحله نزدیک شدن به باند و آماده شدن هواپیما برای فرود است. ترتیبی که بر طبق آن هواگَردها برای نشست در فرودگاه اجازهٔ تقرب دریافت می‌کنند «نوبت تقرب» نام دارد.
تقربی که به هر دلیل، نظیر کم بودن دید یا سرعت زیاد هواگَرد یا اشغال بودن باند، به فرود هواگَرد منجر نشود «تقرب ناتمام» گفته می‌شود.
پس از تقرب سیستمی به نام سامانهٔ فرود با دستگاه ILS کمک می‌کند تا خلبان با استفاده از آن هواپیما را در امتداد باند قرار دهد و با زاویهٔ فرود مشخصی ارتفاع آن را به سمت باند کم کند.
در این مرحله چراغ‌های فرود کاملاً روشن هستند و خدمهٔ ناوگان هوایی که مسئولیت آماده‌سازی تجهیزات فرود و متوقف ساختن هواپیما و راهنمایی آن به محل توقف را به عهده دارند و خدمهٔ فرود landing crew نامیده می‌شوند در آماده‌باش کامل به‌سر می‌برند.
آنتن‌ها و نورهایی که موقعیت‌نما نام دارند بر روی باند به مسیریابی خلبان کمک می‌کنند. بر روی باند، ردیفی از چراغ‌ها کار گذاشته شده است که تقرب چشمی را برای خلبان امکان‌پذیر می‌سازد و اصطلاحاً «شیب‌نمای تقرب چشمی» یا چراغ‌های واسی VASI نامیده می‌شوند.
ردیفی دیگر از چراغ‌های راهنمای روی باند نیز کار گذاشته شده‌اند که که تقرب دقیق را برای خلبان امکان‌پذیر می‌سازد. این ردیف چراغ را «مسیرنمای تقرب دقیق» یا چراغ‌های پاپی PAPI می‌گویند.
خلبان پیش از فرود مجموعه مربوط به چرخ‌های هواپیما که ارابهٔ فرود یا فرودافزار نامیده می‌شود را باز می‌کند. خلبان پیش از تماس با زمین دماغهٔ هواپیما را بالا می‌آورد که با این کار و برخورد چرخ‌های عقب به زمین، پاشنه‌نشینی انجام می‌شود.
در باندهای کوتاه فرود هم‌چون سطح ناوهای هواپیمابر کابل مخصوصی که برای کاهش سرعت هواپیما در هنگام نشستن در عرض باند، در مسیر فرود هواپیما، نصب می‌شود که «کابل بازدار هواپیما» نام دارد.
در برخی موارد ممکن است شرایط دید طبیعی نامساعد بر روی باند پرواز وجود داشته باشد که در این حالت از «دستگاه خودنشست» autoland که دستگاه هدایت پرواز خودکاری است که قادر است هواپیما را بدون دخالت خلبان بنشاند استفاده می‌شود.
اگر فرود به درستی انجام نشود هواپیما ممکن است دچار سینه‌نشینی، تخت‌نشینی یا کوب‌نشست slamming بشود.
پس از فرود سالم، هواپیما بر روی باند با حرکت آرام به سوی توقفگاه می‌رود که این عمل را خزش taxi می‌گویند. برای هدایت هواگرد در نقطهٔ خاصی از توقفگاه یا خط پرواز فردی با عنوان «راهبر زمینی» marshaller بر روی باند حضور دارد که علائمی را با حرکات دست و برای راهنمایی خلبان نشان می‌دهد.

## فرود خودکار
فرود خودکار یا ILS یک سامانه تقرب زمینی می‌باشد که هواپیما را در ناحیه تقرب و فرود به صورت دقیق هدایت می‌نماید. ILS دقت بیشتری نسبت به VOR,NDB,DVOR دارد و مزیتی که دارد این است که به خلبان اجازه می‌دهد در شرایط نامطلوب بهترین فرود را داشته باشد.